# جیسون موریو
جیسون فابیان موریو سرون (اسپانیایی: Jeison Fabián Murillo Cerón‎؛ زاده ۲۷ مهٔ ۱۹۹۲) بازیکن فوتبال اهل کلمبیا است.
از باشگاه‌هایی که در آن بازی کرده‌است می‌توان به اودینزه، گرانادا، کادیس، لاس پالماس، اینتر میلان، والنسیا، بارسلونا، سمپدوریا و سلتاویگو اشاره کرد.
وی همچنین در تیم ملی فوتبال کلمبیا بازی کرده‌است.